# Satoshi Satō (Fußballspieler)
Satoshi Satō (japanisch 佐藤 聡 Satō Satoshi; * 31. März 1979 in der Präfektur Yamagata) ist ein japanischer Fußballspieler.

## Karriere
Satō erlernte das Fußballspielen in der Schulmannschaft der Yonezawa Technical High School. Seinen ersten Vertrag unterschrieb bei TDK. 2006 wechselte er zu FC Gifu. Am Ende der Saison 2007 stieg der Verein in die J2 League auf. Danach spielte er bei FC Parafrente Yonezawa.